# SWGO
Il Southern Wide-field Gamma-ray Observatory (SWGO) è un osservatorio astronomico di raggi gamma che sarà costruito in Sud America. SWGO sarà progettato per rilevare le particelle degli sciami atmosferici indotte dai raggi gamma che entrano nell'atmosfera terrestre. SWGO sarà il primo osservatorio astronomico di raggi gamma ad alta quota ad osservare di un'ampia porzione del cielo meridionale e completerà gli strumenti attuali e futuri quali HAWC, LHAASO e CTA.
SWGO darà il suo contributo all'astronomia multi-messaggera, e si unirà allo sforzo mondiale per svelare fenomeni astrofisici estremi. Tra i principali obiettivi scientifici di SWGO c'è lo studio di acceleratori cosmici sia galattici che extra-galattici, come i resti di supernova, i nuclei galattici attivi e i lampi gamma. SWGO inoltre testerà modelli di fisica delle particelle oltre il modello standard e contribuirà a caratterizzare il flusso dei raggi cosmici.